# Marcus Fulvius Paetinus
Marcus Fulvius Paetinus war ein römischer Staatsmann um 300 v. Chr. aus der gens Fulvia, die ab dem letzten Drittel des 4. Jahrhunderts v. Chr. zunehmend an Bedeutung gewonnen hatte.

## Leben und Wirken
Er war laut den Konsularfasten der Sohn und Enkel eines Gnaeus, weswegen der Konsul von 298 v. Chr., Gnaeus Fulvius Maximus Centumalus, sein Bruder gewesen sein dürfte. Der Suffektkonsul des Jahres 305 v. Chr., Marcus Fulvius Curvus Paetinus, war sicherlich ein naher Verwandter, kann aber wegen seiner andersartigen Filiation kein weiterer Bruder sein.
Paetinus selbst erreichte 299 v. Chr. das Konsulat zusammen mit Titus Manlius Torquatus und setzte die im Vorjahr von dem Konsul Quintus Appuleius Pansa begonnene Belagerung von Nequinum in Umbrien fort. Die Eroberung gelang durch zwei Verräter, die dem Konsul einen unterirdischen Gang in die Stadt zeigten. Anschließend wurde in Nequinum eine Kolonie eingerichtet, die den Namen Narnia erhielt. Für seine Erfolge feierte Paetinus einen Triumph über die Sabiner und die Einwohner von Nequinum.
Über sein weiteres Leben ist nichts bekannt; er dürfte keine Nachkommen gehabt haben, denn der Konsul von 255 v. Chr., Servius Fulvius Paetinus Nobilior, kann wegen der Filiation kein direkter Nachkomme sein; er gehörte wahrscheinlich eher zur Linie um Curvus Paetinus.